# ALL FOR ONE RACING ASSOCIATION
ALL FOR ONE RACING ASSOCIATION（オール フォー ワン レーシング アソシエーション、略称：AFO） とは、日本で異業種のスペシャリストが集結し、JAF公認レースなどの改革や新規レースの企画・運営する団体。AFOでは現在、下記のレースの開催を運営、支援している。

## 概要
当初は「GT66委員会」として、軽自動車だけのレース「GT66」だけのためにニッサンスポーツカークラブ(SCCN) 内に設置。
2014年2月、「GT66」だけでなく、「マーチ」 や「P-FR」、「AE86」 のカテゴリーを盛り上げるために名称を「ALL FOR ONE RACING ASSOCIATION」AFOへ改名。各参加者より運営費を一部頂き、活動費に充てている。
筑波・袖ヶ浦ではテントを出して、HANSの説明、その他部品の説明・販売なども行われている。

## クラスと車両

### クラス
AE86クラス
トヨタAE86レビン/トレノで行われているN1準拠のNEレース。
P-FRクラス
2000ccまでのフロントエンジン・リヤ駆動の車両によるN1レース。現在は、日産シルビア(S13,S15)などとトヨタのアルテッツァも走っている。
マーチクラス
日産マーチ3代目AK12を使用したレース。マーチレースとしては初代K10からK12までで30年を経過している。3代目のAK12は、マーチカップレースとして2003年から実施され、2009年まで日産自動車、ニッサン・モータースポーツ・インターナショナル株式会社により行われていMCA(マーチカップアソシエーション)をニッサンスポーツカークラブ内において取り纏めてきた。2010年以降はニッサンスポーツカークラブの開催レースに組み込まれ開催されている。このクラスには珍しくデータロガーが搭載されてたり、事前にアソシエーションにて各部を検査され、エンジン、トランスミッションなどに封印を施されている。
GT66クラス
660ccの軽自動車によるレース。現在、ターボクラス(以下Turbo)(通常ターボ搭載車は660cc×1.7=1,122ccに換算される)と660ccの自然吸気クラス(以下N/A)に分けられる。但し、新規格の軽自動車は車重が当初より重いため、JAF N1の規則の中では軽く出来ない状態である。
868/BRZ N1クラス
86/BRZをJAF N1の規則に則り改造し参加するレース。現時点(2015年9月)では参加者はいない。

## 活動
AFOは活動費用の一部を参加者より徴収して行われている。また、Facebook等で参加者へのお知らせを含め、SCCNの協力を得て、レースの際の走行写真をFacebookのアルバムにアップしたり、参加者に予選・決勝後に飲んでもらう、飲物の配布なども行っている。
マーチ車両検査
マーチでは、エンジン・ミッションの計測・封印・サポートスポンサーのステッカー配布(一部有償)、データロガーのデータ収集等を行っている。
GT66
規則通りに車両が出来ているかどうか、事前に検査している。773号車をベース車両として投入し、ドライバーには「塚本奈々美」が採用されている。
その他
AFOは、YMSや他とレース参戦への企画・計画・スポンサー獲得への準備や、その他各種イベントやプランニング、時には運営を行っている。

## 年表
- 2014年2月　「GT66委員会」から「AFO(ALL FOR ONE RACING ASSOCIATION)」に改名。
  - 改名により、「AFO」の活動内容を広げる。
- 2014年6月　「AFO」としての本格的な活動を開始。
- 2015年1月　2015年度の活動計画を練り始め、それに沿って活動開始される。
- 2015年5月　2年目のスタートとなる。